# Sporting Life (1925)
Sporting Life is een Amerikaanse dramafilm uit 1925 onder regie van Maurice Tourneur. Het scenario is gebaseerd op het gelijknamige toneelstuk uit 1898 van de Britse auteurs Seymour Hicks en Cecil Raleigh. Destijds werd de film in Nederland uitgebracht onder de titel Na afloop van de revue.

## Verhaal
Lord Woodstock verliest zijn vermogen door de revue van danseres Olive Carteret te financieren. Hij wil zijn geld terugverdienen met een renpaard en een bokser. Hij wordt verliefd op Norah Cavanaugh, de dochter van de trainer van zijn paard. Olive wordt jaloers en besluit samen te spannen met zijn rivaal Phillips Wainwright.

## Rolverdeling
| Acteur             | Personage           |
| ------------------ | ------------------- |
| Bert Lytell        | Lord Woodstock      |
| Marian Nixon       | Nora Cavanaugh      |
| Paulette Duval     | Olive Carteret      |
| Cyril Chadwick     | Phillips Wainwright |
| Charles Delaney    | Joe Lee             |
| George Siegmann    | Dan Crippen         |
| Oliver Eckhardt    | Jim Cavanaugh       |
| Ena Gregory        | Peggy               |
| Kathleen Clifford  | Molly McGuire       |
| Frank Finch Smiles | Bokser              |
| Ted Lewis          | Crake               |